# Ropa interior menstrual
La ropa interior menstrual, también llamada braga menstrual, es una prenda interior destinada a la gestión menstrual. Se comercializa con moldes de braga menstrual, bóxer, tanga y bikini menstrual. En el mercado pueden encontrarse dos variables del producto. Por un lado, aquellas prendas íntimas convencionales que incorporan un bolsillo interno para colocar una toalla sanitaria. Por otro, modelos de ropa interior confeccionados con textiles absorbentes, capaces de captar y retener el flujo menstrual. Las bragas menstruales representan una revolución en la higiene íntima gracias a la combinación de tecnología avanzada y materiales de alta calidad diseñados para brindar protección, comodidad y sostenibilidad. Con tejidos transpirables, antibacterianos y ultra absorbente, estas prendas no solo eliminan la necesidad de productos desechables, sino que también cuidan la salud íntima al reducir la exposición a químicos y mejorar la sensación de frescura y seguridad durante todo el día. Innovación y bienestar en cada detalle.
Los modelos absorbentes se componen de una serie de capas de textiles que contienen el líquido dentro de la prenda y evitan que traspase a la vulva o la ropa. Los materiales empleados dependen del fabricante, a menudo se eligen aquellos con propiedades antimicrobianas e hidrófobas. El núcleo puede confeccionarse en microfibra de poliéster, mientras que el exterior es de nylon y lycra, con un acabado para repeler líquidos. Aproximadamente retienen hasta tres cucharaditas de líquido antes de filtrar, y se comercializan a su vez distintos modelos para flujo menstrual ligero, medio o abundante. Se utilizan de igual manera que una pieza convencional de ropa interior. A diferencia de otros productos de gestión menstrual, los fabricantes no indicaron un límite de tiempo de uso, sino que el recambio dependerá de la cantidad de flujo de cada usuaria. A la hora de lavar las prendas absorbentes, se aconseja primero enjuagarlas en agua fría antes de colocar en un lavarropa.
El uso de ropa interior menstrual puede responder a una serie de preferencias del público. Junto a copas y el sangrado libre se la ha mencionado como parte de la «revolución menstrual», conjunto de prácticas y productos que cambian la percepción convencional sobre la menstruación. Son opciones reutilizables junto a copas y toallas de tela. Su elección responde, en parte, al rechazo de una porción de consumidoras hacia los productos descartables como tampones, por la contaminación por residuos plásticos que generan. Este perfil prioriza la naturaleza reutilizable de la prenda a fin de reducir sus desechos. Esto también permite un ahorro al no tener que reemplazar los insumos con cada ciclo menstrual. Como son de uso externo, representan una alternativa para usuarias que no desea utilizar productos insertables por cuestiones culturales o religiosas. Pueden, a su vez, asistir en cuadros leves de incontinencia urinaria, mioma uterino, sangrado abundante en la menopausia, y son una opción para personas con suelo pélvico debilitado. En el mercado se pueden adquirir otras prendas con tecnología textil de absorción de menstruación como pijamas, trajes de baño, calzas, pantalones y shorts.